# 아마쓰촌 (오카야마현)
아마쓰촌(天津村)은 오카야마현 마니와군에 있던 촌이다. 현재의 마니와시에 해당한다.

## 역사
- 1889년 6월 1일 - 정촌제 시행에 의해 가게촌, 스기야마촌, 다카야촌, 나카촌, 히나촌, 후쿠다촌이 합병해 마시마군 아마쓰촌이 성립하였다.
- 1900년 4월 1일 - 오바군과 합병해 마니와군이 성립하여 아마쓰촌은 마니와군에 소속되었다.
- 1904년 6월 1일 - 구세정에 편입해, 동일 '세타가와촌은 폐지되었다.

## 오아자
- 가게 影（かげ） 〒719-3112
- 스기야마 杉山（すぎやま） 〒719-3113
- 다카야 高屋（たかや） 〒719-3114
- 나카 中（なか） 〒719-3115
- 히나日 名（ひな） 〒719-3116
- 후쿠다 福田（ふくだ） 〒719-3117

## 교통

### 도로
- 국도 제313호선

## 참고문헌
- 和泉橋警察署 『新旧対照市町村一覧』第2冊（東京：加藤孫次郎、1889（明22））
- 地名編纂委員会 『角川日本地名大辞典33 岡山』（角川学芸出版、1989、ISBN 4040013301）